# Mathias Koch
Mathias Koch (* 3. September 1962 in Haldensleben) ist ein ehemaliger deutscher Weitspringer, der für die DDR startete.
1983 wurde er beim Europacup in London Dritter. Bei den Halleneuropameisterschaften 1984 in Göteborg gewann er Silber.
1984 wurde er DDR-Meister in der Halle und DDR-Vizemeister im Freien, 1985 und 1987 DDR-Vizemeister in der Halle.
Mathias Koch startete für den SC Magdeburg. In den nach der Wende öffentlich gewordenen Unterlagen zum Staatsdoping in der DDR fand sich bei den gedopten Sportlern auch der Name von Koch.

## Persönliche Bestleistungen
- Weitsprung: 8,12 m, 3. Juli 1986, Dresden
  - Halle: 8,09 m, 25. Januar 1984, Ost-Berlin